# ジャパンサーチ
ジャパンサーチは2020年8月25日に開設された国立国会図書館が運営する日本の分野横断型文献検索サイトである。

## 概要
知的財産戦略本部に属するデジタルアーカイブジャパン推進委員会及び実務者検討委員会の指導により、国立国会図書館が開発及び運営を行っている。2019年2月27日から試験運用を行っており、2020年8月25日に正式公開された。
利用者は「マイノート」機能を用いて個人用の資料をまとめることや、電子展覧会である「ギャラリー」を作成することが可能である。またこれらを他利用者と共同編集することが可能となっている。
2020年8月25日の公開時点においては日本放送協会や国立公文書館、国立国会図書館など計23組織のデータ2100万件が使用可能となっている。これらのデータは単に使用可能だけではなく、Resource Description FrameworkとSPARQLによるメタデータ検索機能も提供されている。